# Seleção Omanense de Voleibol Masculino
A seleção omanense  de voleibol masculino é uma equipe asiática composta pelos melhores jogadores de voleibol de Omã. A equipe é mantida pela Associação Omanense de Voleibol (em inglês: Oman Volleyball Association, OVA). Encontra-se na centésima trigésima sétima posição do ranking mundial da FIVB segundo dados de 7 de julho de 2017.